# Брайль-лига
Брайль-лига (нидерл. Brailleliga, фр. Ligue Braille) — бельгийская некоммерческая негосударственная организация (в соответствии с бельгийским законодательством имеет официальный статус «Объединения без коммерческой цели», нидерл. Vereniging zonder winstoogmerk, vzw, фр. Association sans but lucratif, asbl), ставящая своей целью помощь слепым и слабовидящим. Брайль-лига имеет отделения во всех федеральных регионах Бельгии: Фландрии, Валлонии и Брюсселе.

## Деятельность

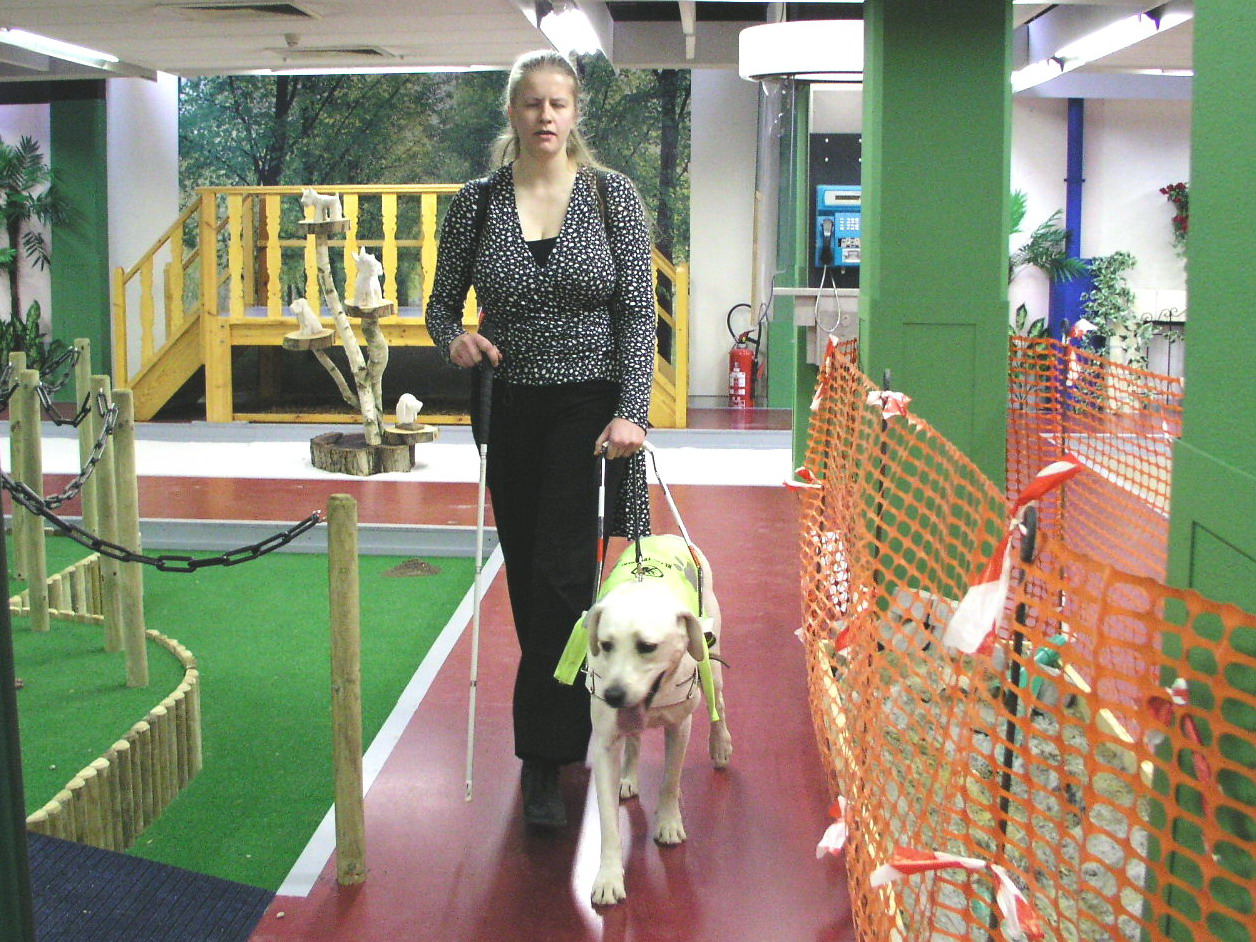
Слепой человек учится самостоятельному перемещению по улицам с белой тростью и собакой-поводырём в учебном центре Брайль-лиги

Основными направлениями деятельности Брайль-лиги являются: реабилитация и адаптация слепых и слабовидящих в повседневной жизни (обучение использованию белой трости, ориентирование и самостоятельное перемещение в городе, обучение ведению домашнего хозяйства и т. п.), помощь в использовании технических средств (брайлевский дисплей и клавиатура, специальное программное обеспечение и т. п.), помощь в обучении и поиске работы, организация культурных и спортивных мероприятий, досуга и развлечений, психологическая помощь и поддержка, а также информирование широкой публики о проблемах и потребностях слепых и слабовидящих.

## История
История организации начинается в 1920 году в Брюсселе, когда две женщины (обе слепые), Элиса Михильс (Elisa Michiels) и Ламбертина Бонжан (Lambertine Bonjean) сформировали комитет, целью которого было создание библиотеки для слепых. 22 сентября 1922 года организация была официально зарегистрирована как Брайль-лига со статусом «объединения без коммерческой цели», при этом официальная миссия организации была сформулирована как «помощь всем слепым людям вне зависимости от расы, языка, политических и философских убеждений, в любых обстоятельствах и любыми возможными средствами».
В 1933 году Брайль-лига начала издавать журнал «Белая трость» (нидерл. De Witte Stok, фр. La Canne Blanche), который выходит до сих пор.
В 1942 открылось первое региональное отделение во Фландрии (в Генте), в 1943 году — в Валлонии (Шарлеруа).

## Отделения[2]
- Брюссельский столичный регион: Брюссель (главный офис)
- Фландрия: Антверпен, Гел, Гент, Кортрейк, Лёвен, Хасселт
- Валлония: Ат, Льеж, Либрамон, Намюр (Жамб), Шарлеруа